# 七磷化铅
七磷化铅是目前已知的铅和磷能形成的唯一二元磷化物，化学式为PbP7，其中含有[P7]2−原子簇，该化合物在空气中稳定。

## 晶体结构
七磷化铅的晶胞参数为：P21/c，a＝970.70(11)，b＝673.34(10)，c＝1243.89(18) pm，β＝122.55(1)°，wR＝0.0488，2022 F2。磷原子簇中的每个磷原子和其余6个相连。

## 制备及性质
七磷化铅可由红磷和铅反应制得。它在550 K（277 °C）时重新分解为单质。